# Alphonse Gemuseus
Alphonse Gemuseus (Bazel, 8 mei 1898 - Bazel, 28 januari 1981) was een Zwitsers ruiter, die gespecialiseerd was in springen. Gemuseus won in 1924 olympisch goud bij springen individueel en een zilveren medaille in de landenwedstrijd. Vier jaar later in Amsterdam behaalde Gemuseus zowel individueel als in de landenwedstrijd de achtste plaats.

## Resultaten
- Olympische Zomerspelen 1924 in Parijs  individueel springen met Lucette
- Olympische Zomerspelen 1924 in Parijs  landenwedstrijd springen met Lucette
- Olympische Zomerspelen 1928 in Amsterdam 8e individueel springen met Lucette
- Olympische Zomerspelen 1928 in Amsterdam 8e landenwedstrijd springen met Lucette

1900: Aimé Haegeman ·
1912: Jean Cariou ·
1920: Tommaso Lequio di Assaba ·
1924: Alphonse Gemuseus ·
1928: František Ventura ·
1932: Takeichi Nishi ·
1936: Kurt Hasse ·
1948: Humberto Mariles ·
1952: Pierre Jonquères d'Oriola ·
1956: Hans Günter Winkler ·
1960: Raimondo D'Inzeo ·
1964: Pierre Jonquères d'Oriola ·
1968: William Steinkraus ·
1972: Graziano Mancinelli ·
1976: Alwin Schockemöhle ·
1980: Jan Kowalczyk ·
1984: Joe Fargis ·
1988: Pierre Durand ·
1992: Ludger Beerbaum ·
1996: Ulrich Kirchhoff ·
2000: Jeroen Dubbeldam ·
2004: Rodrigo Pessoa ·
2008: Eric Lamaze ·
2012: Steve Guerdat ·
2016: Nick Skelton ·
2020: Ben Maher ·
2024: Christian Kukuk
- Gemeinsame Normdatei: 1020289902
- International Standard Name Identifier: 0000 0003 6786 2281
- Virtual International Authority File: 233401201
- WorldCat: E39PBJtX7xhxXqmcgDJrqy7rbd